# Prinzregentenplatz (metrostation)
Prinzregentenplatz is een metrostation in de wijken Bogenhausen en Haidhausen van de Duitse stad München. Het station werd geopend op 27 oktober 1988 en wordt bediend door lijn U4 van de metro van München. Het eert met zijn naam prins-regent Luitpold van Beieren.